# Iacopo Bonavita
Iacopo Bonavita, detto di Lauro e usualmente noto con l'appellativo Il Capoccia (Jacopo in italiano s.XVIII, Giacomo in italiano attuale, Iacovo come da sé scritto; Lauro, c. 1600 – Bagnoli Irpino, 27 ottobre 1656), è stato uno scultore e intagliatore italiano nato nel Regno di Napoli.

## Biografia
Figura rilevante dell'arte sacra svoltasi nel sudovest del Principato Ulteriore e nella limitrofe corrispettiva zona confinante del sudest della Terra di Lavoro. Nacque nel territorio orientale del feudo del "marquesato di Laurum". L'artista mantenne l'attività creativa fino alla sua morte, che avvenne durante l'esecuzione del suo ultimo incarico: il Coro ligneo di Bagnoli, perendo vittima della peste del 1656, insieme a tutti gli altri artisti collaboratori nell'opera.
Gli esordi dell'artista risalgono al secondo decennio del 1600 quando il suo principale appaltatore, il vescovo Giovanni Battista Lancellotti, intraprese importanti opere di costruzione restauro e abbellimento, del patrimonio della diocesi di Nola. 
Da quanto risulta negli archivi della diocesi, "la bottega" del Iacopo, ebbe una partecipazione protagonista nelle opere di allestimento e ornato della cattedrale.
Lo scultore, un maestro "fatto a se stesso", già risulta nel 1622 affiancando al maestro-scultore Giovanni Battista, artista noto per la sua raffinatezza nei dettagli, nell'esecuzione delle opere della chiesa Del Carmine, tra cui la porta ed il pulpito; secondo la testimonianza del teologo e predicatore Carlo Guadagni, nel suo libro “Nola Sagra”.
Lo stile artistico del "Capoccia", espresso nelle opere da lui dirette nel coro ligneo di Bagnoli, le intagliature ad altorilievo, o per meglio dire: a tutto tondo riflettono l'influenza innovativa dello stile barocco di un maestro dell’epoca, lo scultore Cosimo Fanzago, attivo in quegli anni a Napoli, durante il periplo del Capoccia in quelle terre.

## Opere
L'artista inizia a svolgere il suo lavoro circa il secondo decennio del secolo XVII, tutto ciò, la sua espressione artistica non viene travolta dalla corrente Barocca, che nella scultura intendeva principalmente Meravigliare.
Nelle sue creazioni "Il Capoccia" mantiene, in parte, lo stile dei secoli precedenti, individuandosi nelle sue opere caratteristiche consonanti con l'Arte del Rinascimento. Nel suo lavoro si osserva una particolare cura nei dettagli, rappresentando con profondo rispetto al sentimento religioso, i personaggi e i fatti della Fede, plasmati sulle sue opere.
Tra le opere più rilevanti, della sua arte d'intaglio scultoreo, si trovano:
- nel Vallo di Lauro (più precisamente a Quindici), la statua di San Biagio[10][11][12] realizzata negli anni 1641-1642, e la statua di Sant’Antonio di Padova nel 1648- 1649, entrambi patrimonio della Chiesa di Santa Maria delle Grazie;
- a Nola, le statue lignee riassemblanti: l'Immacolata[13][14], San Paolino[15], e San Felice[16][17], risalenti al quarto decennio del 1600, e custodite nel Duomo della città; il coro ligneo e la corona plastica dell'altare maggiore della cattedrale, perse nell'incendio del 1861[18]; la porta ed il pulpito della chiesa Del Carmine[7].
- a Siano[19] realizzò diverse statue di Santi per le antiche chiese della parrocchia di Santa Maria delle Grazie[20].
- ed in Bagnoli Irpino, nella collegiata di Santa Maria Assunta: le statue di San Pietro e San Paolo[21], il coro ligneo[22][23] dove gli intagli delle colonnine e gli specchi degli stalli son opera sua[24], eseguita insieme ad un gruppo di artisti locali[25]  tra il 1651 ed il 1657; anche le figure del battistero[26] di questa chiesa madre, vennero realizzate da Iacopo Bonavita, in binomio creatore con l'artista Scipione Infante di Bagnoli; nel Transetto sinistro si trova la statua della Immacolata Concezione[27] attribuita a Iacopo Bonavita di Lauro dallo storico Alfonso Sanduzzi[28].
- Dell’opera, eseguita tra il 1652 e il 1656, si conosce il nome degli autori grazie al Libro dei Conti, oggi purtroppo perduto, della Chiesa dell’Assunta, noto attraverso gli stralci trascritti nel 1925 da Alfonso Sanduzzi in “Memorie storiche di Bagnoli Irpino dall’origine fino alla metà del secolo XIX”[29].